# Mac OS X v10.4
Mac OS X 10.4, du nom de code Tiger, est la cinquième version majeure de Mac OS X, le système d'exploitation d'Apple pour les ordinateurs Macintosh. Tiger a été rendu public le 29 avril 2005 comme successeur de Mac OS X Panther (version 10.3), qui avait été annoncé 18 mois plus tôt.
Certaines des nouvelles fonctionnalités comprennent un système de recherche rapide appelé Spotlight, une nouvelle version du navigateur Web Safari, de Dashboard, et un support amélioré pour l'adressage 64 bits sur les Power Mac G5. Tiger a été inclus avec tous les nouveaux Mac, et est également disponible comme mise à niveau pour les Mac existants. L'édition serveur, Mac OS X Server 10.4, était également disponible pour certains produits Apple. Tiger est aussi la première version d'un système d'exploitation d'Apple à pouvoir travailler sur des machines à architecture IBM PowerPC (PPC G3, G4, G5) et Intel (x86), et requiert au minimum 256 Mo de RAM. L'Apple TV, sortie en mars 2007, est livré avec une version modifiée de Mac OS X Tiger appelé « Apple TV OS » qui remplace l'interface utilisateur habituelle graphique avec une version améliorée de Front Row.
La version vendue dans le commerce de Tiger était livrée sur un DVD-ROM mais Apple proposait une version sur quatre CD-ROM pour les modèles qui ne disposaient pas d'un lecteur de DVD-ROM. Cette version n'était proposée qu'en vente par correspondance, en échange d'une preuve d'achat de la version classique et d'une participation aux frais d'envoi de 10 $.
Six semaines après sa sortie officielle, Apple a livré deux millions d'exemplaires de Tiger, ce qui représente 16 % de tous les utilisateurs de Mac OS X. Apple prétend que Tiger a été la version de son OS la plus réussie de l'histoire de l'entreprise. Lors de la Worldwide Developers Conference le 11 juin 2007, le PDG d'Apple Steve Jobs a annoncé que sur les 22 millions d'utilisateurs de Mac OS X, plus de 67 % ont utilisé Tiger. Tiger est la dernière version de Mac OS X compatible avec Mac OS 9 via l'environnement Classic. Toutefois, l'environnement Classic ne fonctionne pas sur les Macs Intel.
Tiger a été remplacé par Mac OS X Leopard (version 10.5) le 26 octobre 2007, après trente mois, faisant de Tiger la plus longue version de Mac OS X.

## Nouveautés
Apple a promu à l’occasion de cette mise à jour majeure plusieurs nouveautés. Parmi les apports essentiels de Tiger, on trouve :
- la technologie Spotlight, système de recherche avec indexation. La recherche classique sans indexation préalable prend énormément de temps, surtout lorsque l’on a affaire à une grande quantité de données ou si l’on doit effectuer une recherche dans le contenu d’un fichier. Spotlight indexe le contenu du disque dur pour fournir le résultat d’une recherche instantanément.
- Smart Folders, « dossiers intelligents » en français (mais l’expression « dossiers dynamiques » est plus appropriée). Les dossiers dynamiques sont en fait une application dérivée de Spotlight. Il ne s’agit plus de créer un dossier « en dur » où l’utilisateur rangera à la main les fichiers ou sous-dossiers qu’il désire, mais de définir un ou plusieurs critères (nom, date de modification, etc. ; les possibilités sont innombrables) qui détermineront les éléments à faire figurer dans le dossier dynamique. Le système gère ensuite lui-même le contenu du dossier en fonction des critères saisis par l’utilisateur. Le fichier conserve sa place dans l’arborescence classique et n’est pas modifié, il ne s’agit que d’une couche d’abstraction.
- le tableau de bord virtuel Dashboard, accessible sur pression d’une touche du clavier, qui affiche de petites applications appelées widgets (gadget en français) telles qu’une horloge, une calculatrice, un convertisseur de données numériques ou encore un résumé des prévisions météorologiques locales. La possibilité pour n’importe qui s’y connaissant un peu en programmation de créer un widget a déterminé leur rapide prolifération (l'un d'entre eux permet de consulter Wikipédia directement). Apple a annoncé début août 2005 que plus de 1 000 widgets avaient été créés[2].
- Automator, application contenant un certain nombre d’actions scriptées prédéfinies. Permet aux utilisateurs ne connaissant rien à la programmation de créer facilement des scripts en AppleScript ou en Perl.
- les APIs
  - Core Image, déléguant une majeure partie des calculs graphiques et de rendu à la carte vidéo
  - Core Data, un framework permettant de programmer facilement la partie « modèle de données » d’une application basée sur le motif de conception Modèle-Vue-Contrôleur (MVC design pattern).
  - Core Video
- un meilleur support 64 bits, pas encore complet.
- les ACLs
- Quicktime 7
- Safari RSS
- Xcode 2.2
- Intégration d'un serveur VNC pour le contrôle à distance
- le format des captures d’images (Commande + Maj. + " ou Commande + Maj. + ') en PNG.

## Une version pour x86
Il existe à ce jour une version d’Apple Mac OS X Tiger pour processeur x86 (Intel et AMD) puisqu’Apple a annoncé l’abandon des microprocesseurs PowerPC d’IBM en faveur d’Intel et du x86. La sortie de ces nouvelles machines devait se faire à partir de juin 2006 mais elles ont été mises sur le marché début 2006 lors du MacWorld. Apple souhaite verrouiller son système avec la DRM pour obliger l’achat de son matériel x86 et empêcher son installation (illicite selon le contrat utilisateur de Mac OS) sur d’autres ordinateurs à processeur Intel.
Une version bêta de Mac OS x86 est cependant actuellement en diffusion sur des réseaux de P2P, et il est possible de contourner la vérification DRM de cette version pour la démarrer sur un PC tout à fait normal, disposant du jeu d’instructions SSE2 (Pentium 4, Athlon 64…) . Cela nécessite une modification du système qui rend complexe la moindre mise à jour : en effet, une mise à jour procédera à une réinitialisation des fichiers modifiés, rendant le redémarrage du PC sous OS X impossible. Par suite, les « crackers » sont forcés de mettre à disposition des intéressés des images ISO d’OS X avec les dernières mises à jour et modifications dès qu’Apple propose une mise à jour de son OS.

## Historique des mises à jour
- 29 avril 2005 : Mac OS X 10.4.0 (build 8A428)
- 16 mai 2005 : Mac OS X 10.4.1 (build 8B15)
- 12 juillet 2005 : Mac OS X 10.4.2 (build 8C46)
- 31 octobre 2005 : Mac OS X 10.4.3 (build 8F46)
- 10 janvier 2006 : Mac OS X 10.4.4 (build 8G32)
- 14 février 2006 : Mac OS X 10.4.5 (build 8H14)
- 3 avril 2006 : Mac OS X 10.4.6 (build 8I127 en version PowerPC)[3]
- 27 juin 2006 : Mac OS X 10.4.7 (build 8J135)[4]
- 29 septembre 2006 Mac OS X 10.4.8 (build 8L127 en version PowerPC)[5]
- 14 mars 2007 : Mac OS X 10.4.9[6]
- 20 juin 2007 : Mac OS X 10.4.10[7],[8]
- 14 novembre 2007 : Mac OS X 10.4.11[9],[10]
- Le système n'est actuellement plus mis à jour par Apple.